# Christopher Bailey (athlétisme)
Christopher Bailey, né le 29 mai 2000, est un athlète américain spécialiste du 400 mètres.

## Biographie
Il descend pour la première fois de sa carrière sous les 45 secondes en 2023 en établissant le temps de 44 s 84 le 23 juin 2023 à Fayetteville au cours de l'Arkansas Grand Prix. Il remporte la médaille d'or du relais 4 × 400 m des championnats du monde 2023, à Budapest, après avoir pris part aux séries.
Aux championnats du monde en salle disputés en mars 2024 à Glasgow, il remporte la médaille d'argent du relais 4 × 400 m en compagnie de Matthew Boling, Noah Lyles et Jacory Patterson.
Le 31 mai 2024 à Atlanta, Chris Bailey porte son record personnel à 44 s 42. Il égale ce temps pour prendre la 3e place des Sélections olympiques américaines, derrière Quincy Hall et Michael Norman.
Aux Jeux olympiques de Paris il est premier relayeur et devient champion olympique du 4 × 400 m  avec ses coéquipiers Vernon Norwood, Bryce Deadmon et Rai Benjamin en réalisant 2 min 54 s 43, un record olympique, à quatorze centièmes du record du monde.

## Palmarès
| Date | Compétition                    | Lieu     | Résultat | Épreuve   | Temps                    |
| ---- | ------------------------------ | -------- | -------- | --------- | ------------------------ |
| 2023 | Championnats du monde          | Budapest | 1er      | 4 × 400 m | Participation aux séries |
| 2024 | Championnats du monde en salle | Glasgow  | 2e       | 4 × 400 m | 3 min 2 s 60             |
| 2024 | Jeux olympiques                | Paris    | 7e       | 400 m     | 44 s 58                  |
| 2024 | Jeux olympiques                | Paris    | 1er      | 4 × 400 m | 2 min 54 s 43            |
| 2025 | Championnats du monde en salle | Nankin   | 1er      | 400 m     | 45 s 08                  |
| 2025 | Championnats du monde en salle | Nankin   | 1er      | 4 × 400 m | 3 min 2 s 13             |

## Records
| Épreuve | Temps   | Lieu        | Date        |
| ------- | ------- | ----------- | ----------- |
| 400 m   | 44 s 31 | Saint-Denis | 6 août 2024 |